# باول إل. أندرسون
باول إل. أندرسون (بالإنجليزية: Paul L. Anderson)‏ هو كاتب ترانيم ومهندس معماري أمريكي، ولد في 1946، وتوفي في 23 مارس 2018.